# Lina Kostenko
Lina Vasylivna Kostenko (Rzhyshchiv, Kiev Oblast, 19 de março de 1930) é uma poeta e escritora ucraniana, ganhador ado Prêmio Shevchenko (1987).
Kostenko é uma das principais poetas ucranianas dos anos 1960, um movimento conhecido como Sixtiers. Esse movimento começou a publicar nos anos 1950 e atingiu seu ápice no início dos anos 60. Durante a década de 1950, Kostenko publicou seus primeiros poemas nos principais periódicos ucranianos. É professora emérita da Academia Kyiv Mohyla, doutora honorária das Universidades de Lviv e Chernivtsi.

## Biografia
Kostenko nasceu em uma família de professores.  Em 1936, ela se mudou de Rzhyshchiv para Kiev, onde terminou o ensino médio. De 1937 a 1941, estudou na escola de Kiev n. 100, localizada na ilha de Trukhanov, onde sua família morava. A escola e toda a vila foram incendiadas em 1943. O poema "Eu cresci na Veneza de Kiev" é dedicado a esses eventos.
Depois de terminar o colegial, ela estudou no Instituto Pedagógico de Kiev e, mais tarde, no Instituto de Literatura Maxim Gorky, em Moscou, onde se formou com distinção em 1956.
Ela foi uma das primeiras e mais conhecidas das jovens poetas ucranianas, atuando na virada das décadas de 1950 a 1960, o período dos chamados "sixtiers".
No início da década de 1960, participou das noites literárias do Kiev Creative Youth Club . Após sua graduação, ela publicou três coleções de poesia em 1957 ("Os Raios da Terra"), 1958 ("Velas") e 1961 ("Vaguear do Coração"). Esses livros se tornaram  populares entre os leitores ucranianos, mas também a forçaram a silenciar as publicações, pois ela não estava disposta a se submeter às autoridades soviéticas.

## Prêmios e distinções
- Prêmio Nacional Taras Shevchenko (1987, para o romance "Marusya Churai" e a coleção "Exclusividade")
- Prêmio Antonovych (1989)[1]
- Em 1999, recebeu um cargo de professora honorária da Academia Nacional da Universidade de Kiev-Mohyla .
- Ela é doutora honorária das universidades de Lviv e Chernivtsi .[1]
- O asteróide 290127 Linakostenko, descoberto no Observatório Astronômico Andrushivka em 2005, foi nomeado em sua homenagem.